# Acrocirrus columbianus
Acrocirrus columbianus är en ringmaskart som beskrevs av Banse 1979. Acrocirrus columbianus ingår i släktet Acrocirrus och familjen Acrocirridae. Inga underarter finns listade i Catalogue of Life.